# 埃米尔·拉胡德
埃米尔·拉胡德（阿拉伯语：‎，羅馬化：Amil Jamil Lahud，1936年1月12日—），曾任第十五任黎巴嫩总统、武装部队总司令、前海军司令。
1989年，拉胡德开始担任武装部队总司令，并被授予中将军衔。

## 總統
1998年10月15日当选黎巴嫩总统，2007年任期屆满去職，由於黎巴嫩國會未能就總統繼任人選達成公識，黎巴嫩一度陷入憲政危機。

## 2008年内乱
2007年11月24日拉胡德总统任期结束，反对派表示如果不能达成分权协议，就拒绝为继任者投票，这使得黎巴嫩在一段时间内没有总统。由于政府宣布真主党的通信网络为非法，2008年5月9日，真主党和阿迈勒（Amal）部队占领了贝鲁特西部，发动了自黎巴嫩内战結束以来最糟糕的内乱。据《每日之星》报道，这次暴力事件险些使黎巴嫩再次卷入内战，而黎巴嫩政府则称之为一场有预谋的政变。至少62人在冲突中死亡。
2008年5月21日，在阿拉伯联盟的调解下，经过5天的谈判，黎巴嫩主要各方在卡塔尔签订了《多哈协议》，结束了战斗。根据协议，双方都同意选举前軍人领袖米歇尔·苏莱曼（Michel Suleiman）为总统，并建立全国统一政府，反对党拥有否决权，结束了长达18个月的政治僵局。协议标志着反对党的胜利，他们在组阁、真主党通讯网络以及机场安全主管方面赢得了对方让步，增加了其政治筹码。

## 个人生活
拉胡德与夫人Andrée Amadouni于1967年结婚，生有三个孩子：Karine (生于1969年)、埃利亚斯·穆尔（Elias Murr）的前配偶Emile (生于1975年)和Ralph (生于1977年)。
卡里姆·帕克拉杜尼（Karim Pakradouni）所著一书《Years of Resistance: The Mandate of Emile Lahood, the Former President of Lebanon》，出版于2012年5月，描述了他的政治生涯。